# トワダ湖
トワダ湖（トワダこ、英: Towada Lacus）は、土星の衛星タイタンの北極にある湖の地名である。
トワダ湖は、2007年にカッシーニによって発見された、2011年に正式名称としてトワダ湖と名づけられた。名前は、日本の十和田湖から。主成分は液体メタン、エタンとプロパン、直径約24km。